# Brazo basculante

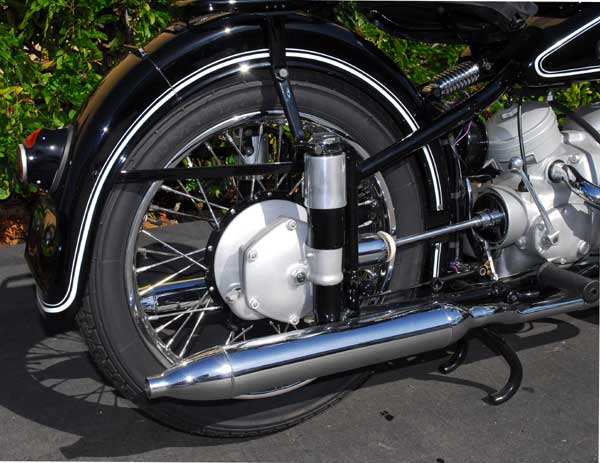
Suspensión de motocicleta de una BMW R51/3 de 1953

Un brazo basculante (o simplemente basculante), originalmente conocido como horquilla basculante u horquilla pivotante, es un dispositivo mecánico de una o dos caras que sujeta la rueda trasera de una motocicleta a su bastidor, lo que le permite pivotar verticalmente. Sostiene el eje trasero firmemente, mientras pivota para absorber los golpes y las cargas de suspensión inducidas por la conducción, la aceleración y el frenado. Es el componente principal de la suspensión trasera de la mayoría de las motocicletas modernas y de los vehículos todoterreno.
Originalmente, las motocicletas no tenían suspensión trasera, ya que sus cuadros eran poco más que versiones reforzadas del clásico cuadro en forma de diamante de una bicicleta. Se probaron muchos tipos de suspensión, incluido el basculante suspendido desarrollado por la marca Indian con suspensión de ballesta y el basculante de resorte helicoidal en voladizo de Matchless. Inmediatamente antes y después de la Segunda Guerra Mundial, la suspensión de motocicleta, en la que el eje se movía hacia arriba y hacia abajo respecto a dos barras verticales equipadas con resortes en espiral, se convirtió en algo común.
Algunos fabricantes, como Greeves, utilizaron diseños de basculante para las horquillas delanteras, que eran más robustos que las horquillas telescópicas. En particular, las motos con sidecar utilizaban con frecuencia horquillas delanteras de brazo oscilante. El basculante también se ha utilizado para la suspensión delantera de escúteres. En este caso, ayuda a simplificar el mantenimiento. En motocicletas con transmisión por cardán, como la Yamaha XJ 650 Maxim, la carcasa del eje forma el basculante del lado izquierdo.

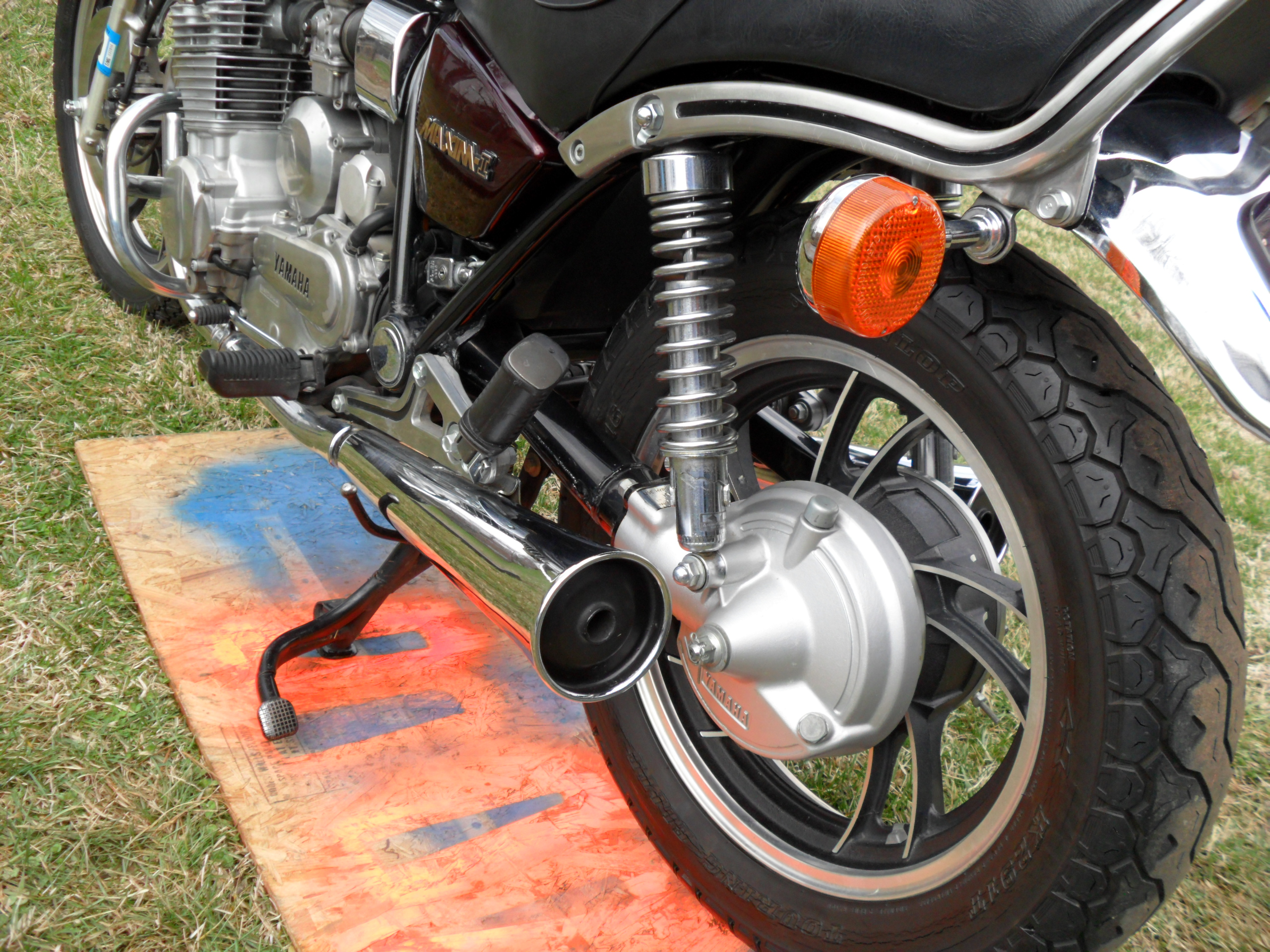
La Yamaha XJ 650 Maxim posee un eje de transmisión que forma el basculante izquierdo

## Tipos de basculante
Los basculantes pueden ser de una o dos caras, y se han diseñado con una gran variedad de geometrías. Muchos de los de un solo lado también incorporan el eje de transmisión.
Horquilla basculante: la versión original, que consta de un par de tubos paralelos que sujetan el eje trasero en un extremo y pivotan en el otro. Un par de amortiguadores se montan justo antes del eje trasero y se fijan al bastidor, debajo del riel del asiento.
Cantilever: una extensión de la horquilla oscilante, donde un bastidor triangulado transfiere el movimiento del basculante para comprimir los amortiguadores generalmente montados delante del basculante. El HRD de Vincent Motorcycles es una famosa forma temprana de este tipo de basculante, aunque Matchless lo usó antes y Yamaha posteriormente. El Softail de Harley-Davidson es otra forma de este basculante, aunque funciona al revés, con los amortiguadores extendidos en lugar de comprimidos.

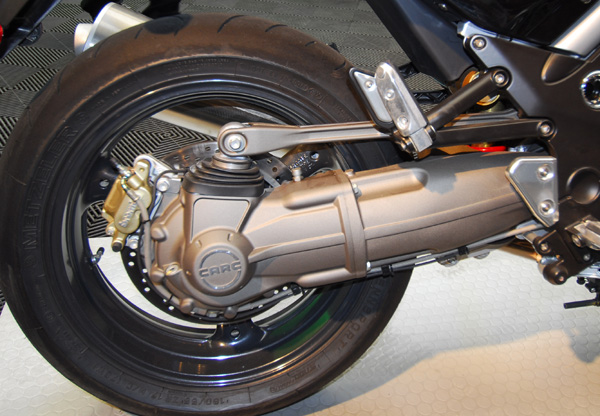
Variante del paralelogramo CRDS de Moto Guzzi

Paralelogramo: Se introdujo comercialmente por primera vez en 1985 en la Magni "Le Mans". Magni llamó al sistema "Parallelogrammo". Otros fabricantes han desarrollado varios sistemas de paralelogramo.
Mientras que las fuerzas mecánicas generadas hacia abajo causarían una "sentadilla" en la parte trasera de una motocicleta impulsada por cadena al acelerar, la reacción de torsión de una máquina impulsada por un cardán induciría lo contrario, haciendo que el asiento (y el motorista) se eleven hacia arriba, un fenómeno conocido como efecto de elevación. Esta sensación anti-intuitiva (que las suspensiones en paralelogramo buscan neutralizar) puede resultar desconcertante para los motoristas.

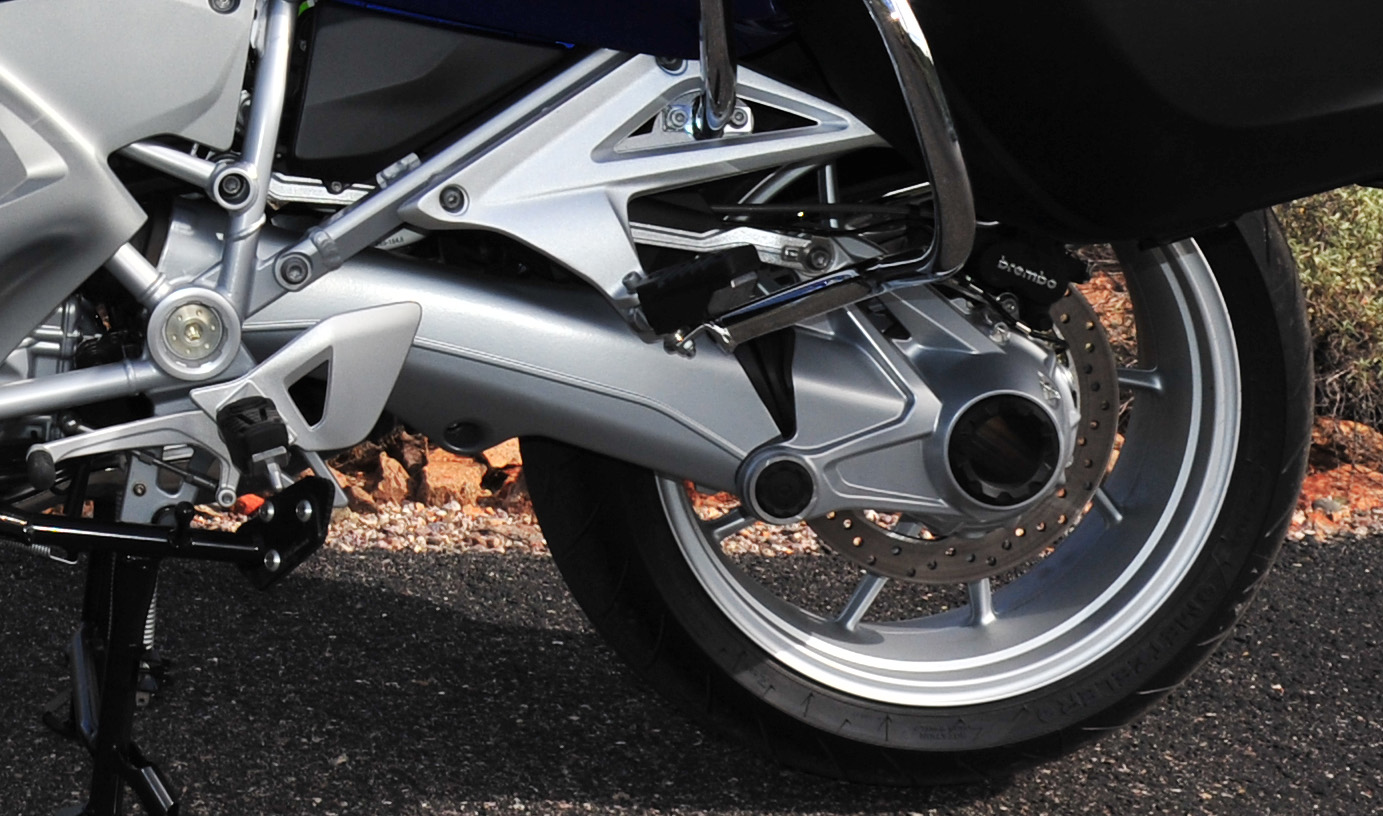
Suspensión trasera Paralever de una BMW R1200RT (2015)

BMW introdujo su sistema "Paralever" en sus motocicletas R80GS y R100GS de 1988, que agrega un segundo enlace entre la transmisión trasera y la transmisión para permitir que el eje de transmisión pivote en el mismo eje que el bastidor trasero con resorte.
Moto Guzzi patentó su sistema  Compact Reactive Drive Shaft  (Ca.R.C.), donde el eje de transmisión es libre para flotar en su estructura, proporcionando un efecto mucho más suave de la transmisión. Un brazo superior sirve como guía para cerrar la geometría del paralelogramo.
Basculantes extendidos: a menudo los utilizan las motocicletas de drag racing (llamadas dragbikes) para mantener su centro de masas lo más adelante posible, lo que reduce la tendencia a que se produzca un caballito al iniciar la marcha.

Basculante de un solo lado: es una suspensión que se encuentra en un solo lado de la rueda trasera, lo que permite que se monte en un cubo como la rueda de un automóvil. También se encuentran en escúteres, donde una robusta caja de cadena funciona como el basculante que une el motor y la rueda trasera. Los basculantes de un solo lado deben ser mucho más rígidos y más robustos que los de doble cara, para acomodar las fuerzas de torsión adicionales. Tener un solo punto de montaje facilita una alineación adecuada de las ruedas.
Los basculantes de un solo lado datan de al menos finales de la década de 1940. En 1948, la Imme R100 producida por Norbert Riedel de Alemania tenía una suspensión de rueda delantera de un solo lado y un basculante trasero de un solo lado que funcionaba como tubo de escape. En 1950 Moto Guzzi presentó el Galletto, una motocicleta de rueda grande con estructura de escúter. En 1980, BMW introdujo su primer basculante de un solo brazo "Mono-palanca" en la R80G/S, que fue reemplazado por el "Para-palanca" que se usa actualmente. Honda actualmente presenta este estilo de basculante en la Honda VFR. Ducati ha creado varios modelos con basculantes individuales, sobre todo Massimo Tamburini que diseñó para la serie 916. Si bien Ducati abandonó este estilo por el de la 999, la compañía volvió a él para la superbike 1098 en 2007, y se mantuvo en la Ducati 1199. Los modelos Triumph Sprint ST y Speed Triple también cuentan con basculantes de un solo lado.

### Imágenes
|  |  |  |

## Sentadillaylevantamientodel eje trasero
La "sentadilla" se produce porque la parte superior del tramo final de la cadena de transmisión tira del basculante hacia arriba. En cambio, el "levantamiento" del eje ocurre porque el engranaje cónico de la transmisión del eje intenta "subir" el engranaje cónico grande en el cubo de la rueda, empujando así el basculante hacia abajo y alejándolo del bastidor.
La elevación del eje se puede minimizar mediante dispositivos como los basculantes con forma de paralelogramo. Una forma práctica de minimizar las sentadillas en una moto con transmisión por cadena es ubicar la rueda dentada de la transmisión final lo más cerca posible del eje del pivote del basculante; la solución ideal es hacer que el piñón del mando final y el pivote del basculante sean concéntricos, como se hizo en la Hesketh V1000.